# Pedro Brand
Pedro Brand es un municipio de la República Dominicana, que está situado en la provincia de Santo Domingo.

## Localización
Es el municipio más septentrional de la provincia de Santo Domingo.

## Límites
Municipios limítrofes:
|                         | Norte: Yamasá                       |                           |
| Oeste: Villa Altagracia |                                     | Este: Santo Domingo Norte |
|                         | Sur: San Cristóbal y Los Alcarrizos |                           |

## Distritos municipales
Está formado por los distritos municipales de:
| Nombre      | Código   |
| ----------- | -------- |
| Pedro Brand | 10320701 |
| La Guáyiga  | 10320702 |
| La Cuaba    | 10320703 |

## Población
Según el censo de 2012, en el municipio, en ese entonces distrito municipal de Santo Domingo Oeste, había 103,685 habitantes, de los cuales 49,769 vivían en la zona urbana y 53,916 en zona rural.

## Historia
La fundación del municipio, se remonta a los albores del siglo XIX, con la inmigración del minero californiano Peter Dorse Brand, que junto a otros compatriotas estadounidenses se radicó en la zona, atraído por yacimientos auríferos que había en las márgenes de los ríos Haina e Isabela, que atraviesan la comunidad, el primero al suroeste y el segundo al noreste.
Este inmigrante californiano logró adquirir gran parte del territorio que conforma lo que hoy se conoce como Los Corozos, convirtiéndolo en una gran finca que bautizó con su nombre. Como convirtió parte de esa tierra en cocotero, los lugareños comenzaron a llamar esa posesión como El Coco de Pedro Brand.